# 브네이 예후다 텔아비브 FC
브네이 예후다 텔아비브 FC(히브리어: מועדון כדורגל בני יהודה תל אביב)는 텔아비브를 연고로 하는 이스라엘의 축구 클럽이다. 현재는 리가 레우밋에 참가하고 있다.

## 성적
- 이스라엘 스테이트컵 우승 3회 (1967-68, 1980-81, 2016-17)
- 토토컵 우승 2회 (1991-92, 1996-97)
- 이스라엘 슈퍼컵 우승 1회 (1990)

## 선수 명단

### 현역
참고: FIFA 자격 규정에 따라 소속된 국가대표팀 국기를 표시합니다. 선수는 복수의 FIFA 비회원국 국적을 가지고 있을 수 있습니다.
| 번호 | 포지션 | 국적       | 이름              |
| ---- | ------ | ---------- | ----------------- |
| 16   | FW     | 이스라엘   | 엘리란 아타르     |
| 44   | FW     | 나이지리아 | 무스타파 그볼라한 |

| 번호 | 포지션 | 국적     | 이름            |
| ---- | ------ | -------- | --------------- |
| 77   | FW     | 이스라엘 | 알모그 부자글로 |

### 역대
틀:브네이 예후다 텔아비브 FC 선수 명단